# Ustersbach
Ustersbach là một đô thị tại huyện Augsburg bang Bayern nước Đức. Đô thị Ustersbach có diện tích 11,14 km², dân số thời điểm ngày 31 tháng 12 năm 2006 là 1172 người. Đô thị này tọa lạc khoảng 20 km về phía tây của Augsburg